# 1752

## أحداث
- تأسيس مدينة بتروبافل وتقع حاليا في كازاخستان.
- 5 يونيو - بنيامين فرانكلين يثبت أن الصواعق تتكون من الكهرباء خلال تجربته الشهيرة بإطلاق طائرته الورقية في يوم ممطر.
- اختير الشيخ صباح الأول بن جابر الصباح من قبل أهل الكويت ليصبح أول حاكم للكويت وأول حكام آل صباح.

## مواليد
- جورج روجرس كلارك
- فريدريش ماكسيميليان فون كلنجر